# Kasiri
Kasiri, ook bekend als "kaschiri" en 'cassavebier', is een licht alcoholische drank door inheemse Surinamers en Guyanezen gemaakt van cassave.
De wortels van de cassaveplant worden geraspt, in water geweekt en in een matapi, een cilindrische mand, geperst om het sap er uit te persen. Het uitgeperste sap gaat gisten en wordt kasiri.
In Brazilië en Suriname worden de cassavewortels gekauwd en uitgespuwd. De enzymen in speeksel breken het zetmeel van de cassave af tot suikers waardoor na gisting alcohol ontstaat.
Het sap kan ook worden gekookt totdat het een dikke donkere siroop wordt, kasripo of cassareep. Deze stroop heeft antiseptische eigenschappen en wordt gebruikt als smaakstof.